# Горст Келер
Горст Келер (нім. Horst Köhler; нар. 22 лютого 1943, Скербешув — 1 лютого 2025) — німецький державний і політичний діяч, директор Міжнародного валютного фонду (1 травня 2000 — 4 березня 2004) та Федеральний президент Німеччини (1 липня 2004 — 31 травня 2010).

## Кар'єра
З 1965 до 1969 Келер навчався в Тюбінгенському університеті за фахом «Політекономія та політологія». З 1969 до 1976 він працював там асистентом в Інституті прикладного економічного аналізу. З 1976 до 1981 працював у Федеральному міністерстві економіки Німеччини. Захистив дисертацію кандидата наук 1977 р.
1982 року він змінив місце роботи на Федеральне міністерство фінансів. Бувши статс-секретарем міністерства, з 1990 до 1993 виконував роль помічника канцлера Гельмута Коля у підготовці самітів Великої вісімки.
З 1993 до 1998 він був президентом Союзу ощадних банків Німеччини і наступні 2 роки керував Європейським банком реконструкції та розвитку (ЄБРР) у Лондоні.

### Директор МВФ
Келер був директором Міжнародного валютного фонду (14 лютого 2000 — 4 березня 2004).
Горст Келер ставив собі за мету зробити роботу фонду прозорішою та більш пристосованою до запобігання кризових явищ. Він посилив співпрацю Міжнародного валютного фонду зі Світовим банком (який очолював тоді Джеймс Девід Вулфенсон) і став ініціатором масштабних реформ у МВФ.

### Президент Німеччини
Горст Келер вступив на посаду президента Німеччини 1 липня 2004. Обраний на цю посаду 25 квітня 2004 та переобраний на другий термін 23 травня 2009. Щоразу його обирали в першому турі виборів.
У внутрішній політиці ставить за мету передусім вирішення проблеми зайнятості населення, збереження та створення нових робочих місць, покращення системи освіти та пошуку нових підходів до демографічних змін у країні. На його думку, існує реальна можливість налагоджувати зв'язки між минулим і майбутнім у суспільстві, що надає рівні можливості для всіх.
У зовнішній політиці відстоює гуманітарні аспекти глобалізації та активно підтримує кампанії проти бідності й підтримку африканського континенту.
Член Християнсько-демократичного союзу з 1981 (на час перебування на посаді президента членство було призупинене).
З 1969 Горст Келер одружений з Євою Луїзою Бонет (Келер). У сім'ї двоє дітей — син і донька.

### Відставка
31 травня 2010 Горст Келер несподівано подав у відставку з посади федерального президента Німеччини. Його рішення набуло чинності з моменту оголошення. Цей крок Горст Келер пояснив критикою на свою адресу через непорозуміння, викликане його висловлюваннями щодо участі бундесверу у військовій місії в Афганістані. 22 травня 2010, повертаючись з Афганістану, Горст Келер на запитання журналіста одного з центральних радіоканалів «Deutschlandradio Kultur» про необхідність нового мандату для німецьких військ в Афганістані й нової політичної оцінки ролі військової сили заявив зокрема таке:
|  | За моєю оцінкою, загалом ми перебуваємо на шляху до розуміння навіть серед широких мас суспільства, що країна нашої величини з такою орієнтацією на експортну економіку і з такою залежністю від експорту має усвідомлювати, що в сумнівній ситуації, у крайній ситуації необхідне військове втручання заради захисту наших інтересів, наприклад, вільних торговельних шляхів, наприклад, усунення нестабільності в цілих регіонах, адже ця нестабільність, безперечно, негативно позначиться на наших шансах через торгівлю, робочі місця та заробітні плати. Про все це слід дискутувати, і я гадаю, що ми на не такому й поганому шляху до цього. |

Meine Einschätzung ist aber, dass insgesamt wir auf dem Wege sind, doch auch in der
Breite der Gesellschaft zu verstehen, dass ein Land unserer Größe mit dieser Außenhandelsorientierung und damit auch Außenhandelsabhängigkeit auch wissen muss, dass im
Zweifel, im Notfall auch militärischer Einsatz notwendig ist, um unsere Interessen zu wahren, zum
Beispiel freie Handelswege, zum Beispiel ganze regionale Instabilitäten zu verhindern, die mit
Sicherheit dann auch auf unsere Chancen zurückschlagen negativ durch Handel, Arbeitsplätze und
І хоч пресслужба німецького президента пізніше запевняла, що у висловлюваннях Келера не було конкретної вказівки на місію в Афганістані, багато політиків країни звинуватили главу держави в «імперіалізмі».
«Мої висловлювання щодо місії в Афганістані призвели до непорозуміння, — заявив Келер у день відставки — Це, своєю чергою, викликало критику, яка ставить під питання повагу до федерального президента». Він подякував громадянам ФРН за підтримку та розуміння. «Служити вам було для мене великою честю», — наголосив він під час пресконференції у своїй резиденції.
За Основним законом ФРН, до обрання нового глави держави його функції виконував президент верхньої палати парламенту (бундесрату), бургомістр Бремена соціал-демократ Єнс Бернзен (Jens Böhrnsen).
Голова Бундестагу Норберт Ламмерт, призначив на 30 червня 2010 року засідання Федеральних зборів Німеччини, на яких відбулося обрання президента країни. Новим президентом став Крістіан Вульфф.